# Nemzeti Palotamúzeum
A Nemzeti Palotamúzeum (kínaiul: 國立故宮博物院, pinjin: guó lì gù gōng bó wù yuàn, magyaros: kuo li ku kung po vu jüan) Tajvan egyik leglátogatottabb látványossága, a világ egyik legnagyobb kínai műtárgygyűjteményével rendelkezik. A múzeumot a kínai polgárháború során a Kuomintang csapatai által eredetileg a pekingi Tiltott Városból elmenekített műtárgyakból hozták létre.

## Gyűjteményei
A gyűjtemény 697 490 kiállítási tárgyból áll, melynek nagy része a Szung-dinasztia (Song-dinasztia) által 1000 évvel ezelőtt megkezdett császári gyűjteményből származik. A múzeumban egyszerre csupán 15 000 műtárgyat tudnak kiállítani, három havonta változik a kiállítás. Ennek köszönhetően évente körülbelül 60 000 műtárgyat tudnak bemutatni a közönségnek, és csaknem 12 év kell ahhoz, hogy az összes tárgyat kiállíthassák. A gyűjtemény legidősebb kiállítási tárgyai 8000 évesek. A múzeum egyik büszkesége a Jádekáposzta.